# Theudas
Theudas (Θευδᾶς) war ein jüdischer Prediger und Zeitgenosse Jesu von Nazaret (geboren zwischen 7 und 4 v. Chr.; gestorben um 45 n. Chr.), der gegen die römische Oberherrschaft rebellierte und von den Römern hingerichtet wurde.

## Leben und Wirken
Vermutlich wirkte Theudas als ein sozialrevolutionärer Rebell gegen die römische Oberherrschaft über Judäa. Wie Judas der Galiläer, Johannes der Täufer, Jesus selbst und andere messianische Prediger bemühte er sich offenbar darum, die jüdischen Volksmassen um sich zu scharen, um eine religiöse und gemeinschaftliche Erneuerung zu bewirken. Dabei verstand er sich als ein „Prophet“, der dazu berufen ist, das jüdische Volk, das zu der damaligen Zeit unter der römischen Fremdherrschaft litt, wie einst der jüdische Nationalheld Moses zu neuen Ufern zu führen. Der Höhepunkt seiner Wirksamkeit fällt in die unruhigen Jahre nach der Kreuzigung Jesu, insbesondere in die Zeit des römischen Prokurators Cuspius Fadus (44–46 n. Chr.).
Der jüdische Geschichtsschreiber Flavius Josephus berichtet, dass Theudas, „noch während Fadus Landpfleger von Judäa war“, eine „ungeheure Menschenmenge“ dazu bewog, ihm „unter Mitnahme ihrer gesamten Habe an den Jordan zu folgen“, wo er „durch sein Machtwort die Fluten des Jordan teilen und seinem Gefolge einen bequemen Durchgang ermöglichen werde“.
Man kann dieses Unternehmen als den Versuch des Theudas verstehen, sich seinen Anhängern als eine Führergestalt vom Format des legendären Moses zu präsentieren, der das jüdische Volk aus der ägyptischen Unterdrückung herausgeführt hatte. Vermutlich beabsichtigte er durch seine Aktion, eine größere Menschenmenge dem Machtbereich der römischen Herrschaft sowohl geistig als auch räumlich (durch eine Art von Massenauswanderung gefolgt von einer Volksneugründung) zu entziehen.

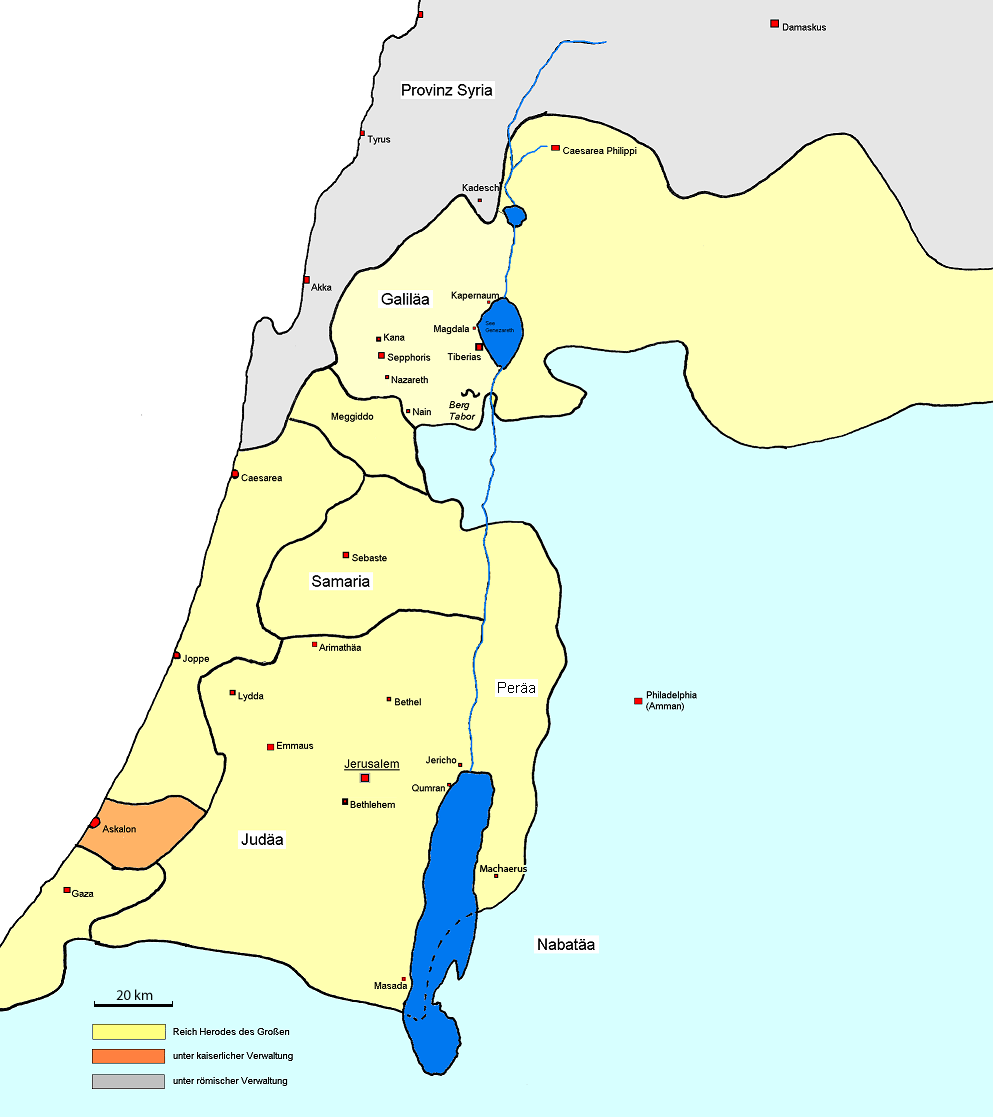
Judäa, Samaria, Galiläa und Peräa zur Zeit des Herodes, Klientelkönig ca. 39 v. Chr.–4 v. Chr.

Der Prokurator Cuspius Fadus muss in diesem Vorhaben eine erhebliche Gefahr für Ruhe und Ordnung in Judäa, wenn nicht sogar eine Bedrohung für die römische Herrschaft in dieser Region gesehen haben, denn er setzte seine Reiterei in Marsch und ließ die offensichtlich unvorbereiteten Massen gewaltsam zersprengen, wobei viele Anhänger des Theudas getötet und andere gefangen genommen wurden. Wie Flavius Josephus berichtet, geriet „Theudas selbst […] in Gefangenschaft, worauf er enthauptet und sein Kopf nach Jerusalem gebracht wurde“.
Mit der Zurschaustellung des Kopfes des Theudas in der judäischen Hauptstadt wollte Cuspius Fadus vermutlich öffentlich beweisen, dass die Bewegung des Theudas zerschlagen und ihr Anführer hingerichtet worden war. Dass er eine solche Zurschaustellung für nötig hielt, deutet darauf hin, dass die vorherigen Aktivitäten des Theudas in Jerusalem eine beträchtliche Verunsicherung ausgelöst hatten. Davon zeugt auch die Erwähnung des Theudas in Apg 5,36  durch Rabbi Gamaliel. Möglicherweise wollte Cuspius Fadus mit der Zurschaustellung des Kopfes auch einer Mythologisierung des toten Volksführers entgegenwirken.